# 斯里淡馬錫

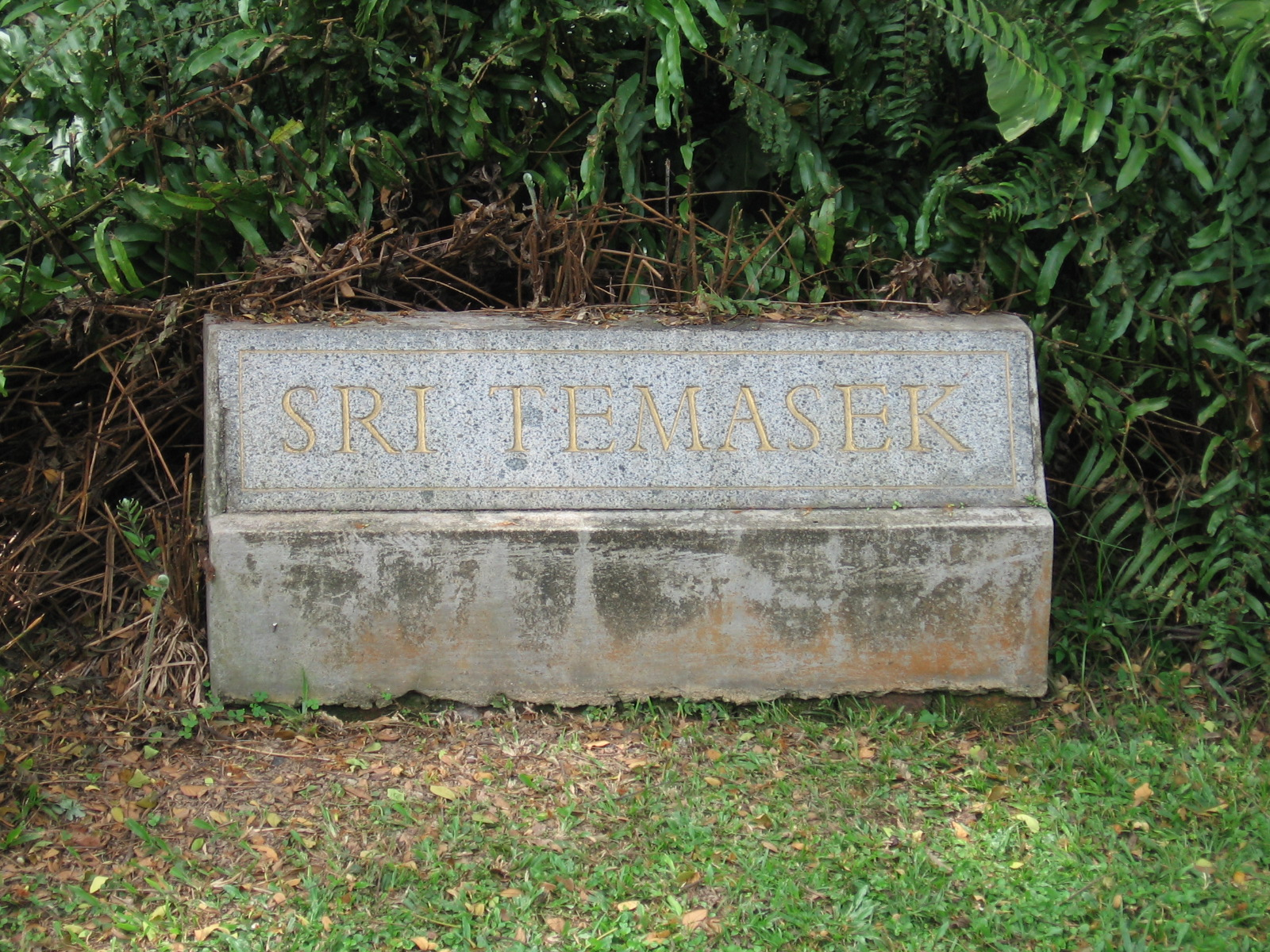
新加坡總統府的庭園放置一塊寫有斯里淡馬錫字樣的石碑

斯里淡馬錫（英語：Sri Temasek），又稱新加坡總理官邸，建於1869年、位於新加坡總統府的土地範圍內，是一座兩層高的單幢宅第，曾用作英國殖民地時代輔政司（後改稱布政司）的官邸。新加坡自治邦在1959年成立後，宅第成為新加坡總理的官邸，但至今未曾有總理遷入作為起居生活的地方。1992年2月14日，官邸連同總統府獲刊憲宣告成為國家古蹟。

## 命名
斯里淡馬錫在馬來語中意指「壯麗的淡馬錫」。馬來語「seri」或「sri」本身有「魅力；精髓；壯麗；榮耀」的意思，也可以指「一件引人注目的事物」（尤指光彩奪目的事物；引人入勝和仰慕的焦點），是由梵文「सार」（sāra）演化而來。淡馬錫在爪哇語中指「海邊市鎮」，除了是現代新加坡開埠前身的舊稱，也是現今對新加坡的雅稱。斯里淡馬錫原本僅被稱為新加坡布政司官邸（或新加坡／海峽殖民地輔政司官邸），並沒有特有的名稱，直到1959年6月新加坡自治邦成立和首任總理李光耀上台後，總理官邸才於同年8月獲正式命名為斯里淡馬錫，而總督府則同時易名為元首宮殿（Istana，1965年再改稱總統府，但英文名稱維持不變）。

## 設計
1867年，時任海峽殖民地總督哈利·沃德爵士（Sir Harry Ord）獲立法局撥款購地興建總督府（現稱新加坡總統府）和輔政司官邸（現稱斯里淡馬錫），以取代原設於福康寧的舊總督府。舊總督府早於1859年拆卸，以便英軍在福康寧興建碉堡和其他軍事設施，所以海峽殖民地總督在此後一段長時間都要租住其他物業作為官邸。輔政司官邸連同新總督府在1869年落成，兩者都是由土木工程師出身、身兼海峽殖民地執行工程師和囚犯總監的J·F·A·麥奈雅（J. F. A. McNair，1829年－1910年）設計，並主要用上來自明古魯省的印度裔囚犯負責建造。
斯里淡馬錫是一座佔地1,600平方米（17,000平方英尺）、樓高兩層的單幢宅第，在新加坡多被稱作「平房別墅」，並楺合了歐洲和亞洲風格。官邸擁有對稱的佈局，並以寬敞的遊廊圍繞正中的起居空間。其他建築特色還包括位於上層的柱子；造工精細、並富東西方色彩的原木拱廊；以及建於官邸二樓的一道中式月門（即圓形門框）等。該道月門以樟腦木、柚木和北婆娑羅雙木製造，雖然建造背景等方面的文獻不多，但相信該道月門早於1960年代已經存在，並由第二次世界大戰以前曾任總督府核數官的威廉·斯沃菲爾德（William Swaffield）設計和建造，而斯沃菲爾德本身也是一位專業家俱設計師。此外，通往官邸前方的車道中段設有一個用磚塊搭建的坑道，原本供馬車使用。1992年2月14日，斯里淡馬錫連同總統府獲刊憲宣告成為國家古蹟。
斯里淡馬錫曾被棄用多年，結果日久失修，一直到2006年至2008年3月，新工諮詢（CPG Consultants）才獲委託對官邸展開大型修復工程。工程期間，有鑑於一樓的原裝手工雕刻原木拱廊和欄杆已被白蟻侵蝕破壞，工程人員需要從原件澆鑄以鋁合金製造的複製品作為替補。另外，欄杆和門窗的細部也得到修復，數件傳統馬來木製半截欄柵（pintu pagar）和木地板也得以恢復原貌。至於原位於官邸後方的工人宿舍，則被改為歷史展廳。有關的修復工程更贏得了2008年度市區重建局A級建築文物獎（國家古蹟及全面保育建築）。

## 用途
1869年建成之初，斯里淡馬錫原用作海峽殖民地輔政司（後改稱新加坡輔政司／布政司）的官邸，由1869年至1959年期間，歷任輔政司和布政司均居於輔政司官邸內。1959年起改為新加坡總理官邸，但事實上歷任總理李光耀、吳作棟和李顯龍均未曾遷入官邸作為日常起居的地方。根據在1998年出版的《李光耀其人及其思想》（Lee Kuan Yew: The Man and His Ideas）一書，李光耀表示當他在1959年當選總理的時候，他與夫人柯玉芝決定不會和他們三名時年分別七歲、五歲和兩歲的子女遷入官邸，原因是兩人「不希望子女在管家和僕役隨傳隨到的氛圍下成長」。雖然如此，新加坡在1965年脫離馬來西亞獨立的時候，李光耀的確曾經以安全理由一度舉家搬進斯里淡馬錫暫住。另外，根據《海峽時報》在2000年訪問柯玉芝的一篇報導，李光耀早年到官邸打高爾夫球的時候，他的子女都會跟隨到官邸的庭園玩耍。
由於歷任新加坡總理都沒有遷入斯里淡馬錫，因此官邸主要用作舉辦一些官方活動，當中又以1960年代和1970年代較為常用。過往曾到訪的政要包括馬來西亞建國首相东姑阿都拉曼、美國副總統斯皮羅·阿格紐、印度總理英迪拉·甘地、英國國防大臣丹尼斯·希利和約旦國王胡辛等。1962年，李光耀曾於斯里淡馬錫舉行大型派對，答謝一眾在新加坡加入馬來西亞公投中提供協助的工會人士和公務員；1983年已故財政部長韓瑞生的遺體也曾經停靈於斯里淡馬錫供人憑弔。2008年8月8日國慶日前夕，時任總理李顯龍在官邸內發表了他的首份國慶日獻詞。2010年10月，斯里淡馬錫舉行了李顯龍母親柯玉芝的守靈儀式；2015年3月該處也為李光耀舉行一場僅讓家人出席的私人守靈儀式。

## 延伸閱讀
- Gan, James Wan Meng; Lau, Aileen [T.], , Singapore: Singapore Environment Council, 2005, ISBN 978-981-05-2730-3.
- , Singapore: President's Office, 1994, ISBN 978-9971-88-447-5.
- , Singapore: Television Corporation of Singapore, 1995.
- Ong, Lay Hong, producer, , Singapore: Television Corporation of Singapore, 1996, OCLC 422781304.
- Pantin, Gail, , Singapore: Editions Didier Millet, 2009, ISBN 978-981-426-024-4.
- Seet, K[hiam] K[eong]; Mealin, Peter, photographer, , Singapore: Times Editions, 2000, ISBN 978-981-232-116-9.
- Tan, Wee Kiat [et al.], , Singapore: National Parks Board, 2003, ISBN 978-981-04-9167-3.
- Wong, Tuan Wah [et al.], Lau, Aileen T. , 编, , Singapore: Suntree Media Pte. Ltd. in association with National Parks Board, 2011, ISBN 978-981-08-7481-0.

## 外部連結
- Sri Temasek at the Istana Singapore website, archived from the original on 6 November 2008
- Sri Temasek at the Singapore Government's eCitizen website （页面存档备份，存于）
- Sri Temasek, Singapore Infopedia （页面存档备份，存于）